# Stylemys
Stylemys (лат.) — род примитивных вымерших сухопутных черепах. Их ископаемые остатки известны с эоцена по плиоцен (41,3—5,333 млн лет назад). Большая часть описанных видов найдена на территории Северной Америки (Канада, США и Мексика) и два на территории Евразии (S. bottii во Франции и S. karakolensis в Кыргызстане). Как и современные сухопутные черепахи, это были наземные растительноядные животные.

## Виды
В род включают 7 вымерших видов:
- † Stylemys bottii de Stefano 1902
- † Stylemys capax Hay 1908
- † Stylemys frizaciana Lartet 1851
- † Stylemys gisellae Carbot-Chanona et al. 2022
- † Stylemys inusitata Hay 1906
- † Stylemys karakolensis Riabinin 1927
- † Stylemys nebrascensis Leidy 1851

## Фотографии ископаемых образцов
- Ископаемый панцирь Stylemys nebrascensis
- Ископаемый панцирь Stylemys inusitata